# Leuctra auberti
Leuctra auberti är en bäcksländeart som beskrevs av Ravizza, C. och Ravizza-dematteis 1985. Leuctra auberti ingår i släktet Leuctra och familjen smalbäcksländor. Inga underarter finns listade i Catalogue of Life.